# Кеолвульф
Кеолвулф (англ. Ceolwulf) — король Нортумбрії у 729–737 роках, католицький святий (вшановується 15 січня). В літературі також іменується як святий Кеолвульф (як католицький святий), Кеолвульф Ліндісфарнський (у релігійній літературі як настоятель Ліндісфарнського монастиря) або Кеолвульф Нортумбрійський (в історичній літературі як король Нортумбрії).

## Біографія
Кеолвульф належав до однієї з гілок династії Ідінгів. Його батьком був Кутвін з роду Оггі, один з синів короля Берніції Іди, братом — Коенред, а далеким родичем — Осрік (король Нортумбрії).
За словами Вільяма Мальмсберійського, незадовго до своєї смерті Осрік, в якого не було дітей, ухвалив рішення на користь Кеолвульфа, обравши того своїм спадкоємцем. Восени 731 року Кеолвульфа відсторонили від влади і насильно постригли в ченці, але незабаром йому вдалося повернути собі трон. Подробиці спроби державного перевороту до сих пір невідомі.
У 737 році він знову, на цей раз добровільно, пішов у Ліндісфарнський монастир, де прожив решту життя і помер 15 січня 765 року. Був похований поруч зі святителем Кутбертом. Згодом після молитов на його могилі стали відбуватися дива. Кеолвульфа визнали святим. У 830 році його рештки разом з мощами святого Кутберта були перенесені з Ліндісфарна в Дарем. Спадкоємцем Кеолвульфа став його двоюрідний брат Едберт.